# تيم رييس
تيم رييس (بالإنجليزية: Tim Reyes)‏ هو متركمج أمريكي، ولد في 9 يونيو 1982 في ويست كوفينا في الولايات المتحدة.

## وصلات خارجية
- تيم رييس على موقع الرابطة العالمية لركوب الأمواج (الإنجليزية)